# Willem Blaeu
Pour les articles homonymes, voir Blaeu.
Ne doit pas être confondu avec Willem Janszoon.
Willem Janszoon Blaeu, aussi Guilielmus Blaeu, né en 1571 à Uitgeest ou à Alkmaar et mort en 1638 à Amsterdam, est un cartographe, imprimeur-libraire et graveur néerlandais.

## Biographie
Issu d'une riche famille amstellodamoise, il fut élève de l'astronome danois Tycho Brahe durant l'hiver 1595. Le 18 août 1600, il découvre une étoile nouvelle dans la constellation du Cygne qui restera visible durant 6 ans. Il ouvre une boutique et un atelier d'imprimeur à Amsterdam en 1605. Blaeu était à la fois auteur, imprimeur et éditeur de ses cartes. Il publie des atlas et des globes d'une exactitude remarquable pour l'époque. Dès 1633, il devient le fournisseur des cartes de la Compagnie néerlandaise des Indes orientales (VOC).
Son Atlas Maior fut publié en deux volumes en 1635 en quatre langues : allemand (208 cartes), français (208), bas allemand ou néerlandais (207) et en latin (207).
Concernant les globes, il signe son premier terrestre dès 1598 et publie l'important Usage des globes et sphères célestes et terrestres en 1634. Cet ouvrage connaît de nombreuses rééditions. Parmi les globes de Blaeu il convient de signaler la paire terrestre/céleste de 68 cm de diamètre édité en 1617. Le Musée Stewart de Montréal en possède une paire, de même que  la Bibliothèque patrimoniale  Hendrik Conscience Heritage Library (en) d’ Anvers où  sont conservés les Globe terrestre céleste et terrestre Blaeu , édités entre 1645 et 1648. Au  début du XXIe siècle, 116 globes terrestres et 109 globes célestes de ce modèle ont  été recensés dans le monde.

Nova totius terrarum orbis geographica ac hydrographica tabula, par Blaeu (1630).

Blaeu et Jodocus Hondius se livrèrent à Amsterdam à une guerre commerciale et scientifique poussant les deux cartographes à proposer des cartes et globes toujours plus précis, toujours plus grands. En matière de globe, Blaeu répond ainsi en 1617 par ses globes de 68 cm de diamètre aux globes de 53,5 cm produits par Hondius depuis 1613. Par ailleurs, Blaeu est aussi opposé à Johannes Janssonius, gendre de Hondius, pour l'acquisition des plaques de Jodocus Hondius II à la mort de ce dernier.
Ses deux fils, Johannes et Cornelis, furent également cartographes et éditeurs de cartes, atlas et globes.